# 凝胶

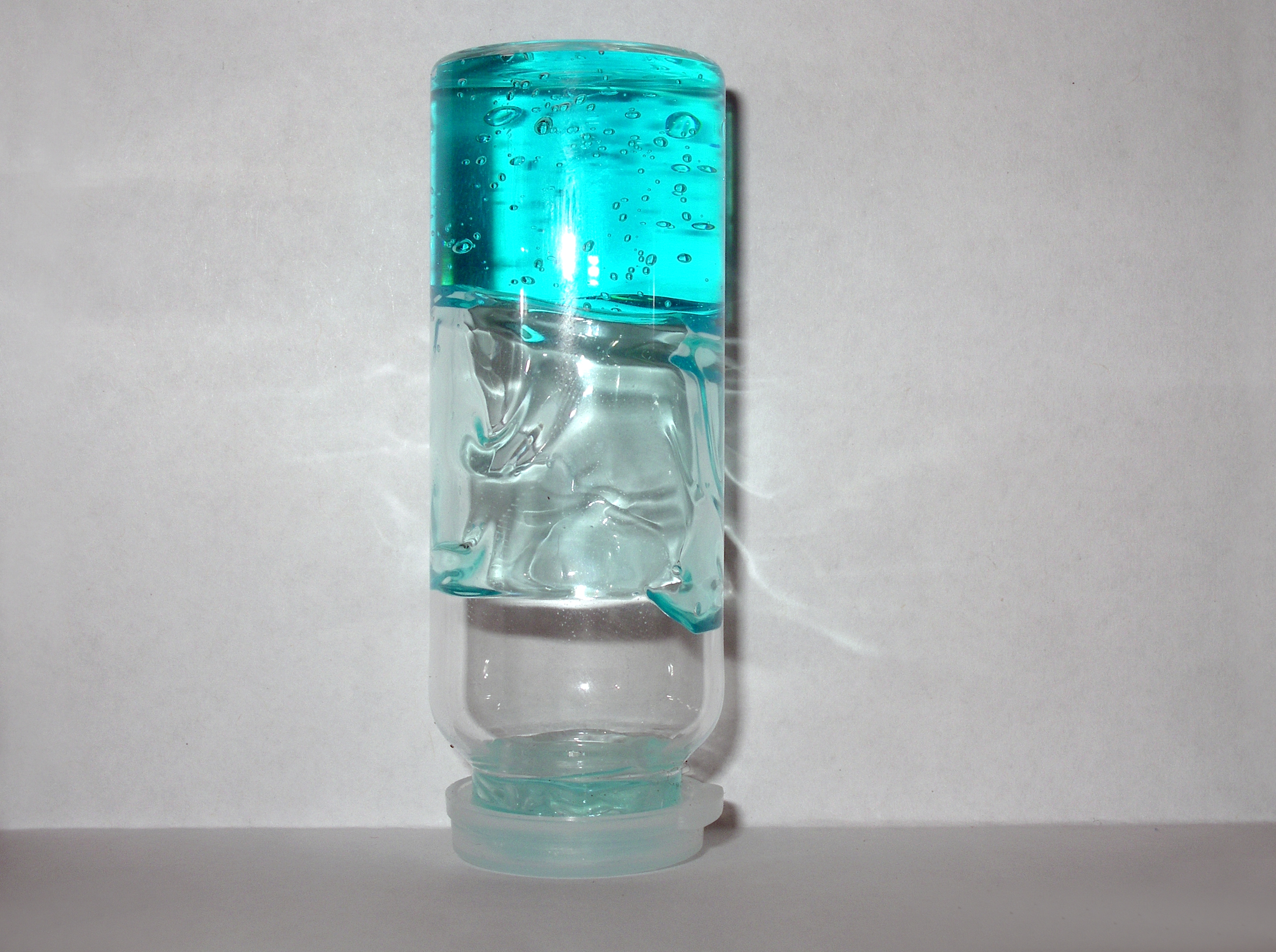
翻转过来的装有发胶的小瓶子

凝胶（英語：gel，来自拉丁语 —寒冷、冰，或 —冻结、不可动）是一种固体的、类似果冻的材料。它可以很柔软，也可以很坚硬。凝胶是一种充分稀释的交联系统，在稳定状态下没有流动性。以重量计算，凝胶的主要成分是液体，但由于液体中的三维交联网络，凝胶在很多方面有着与固体相近的特性。
此概念常与“溶胶”相对（参见溶胶凝胶）。
凝胶：非流动性的胶态网络或者是贯穿其整个体积由流体膨胀聚合物网络[4]
注1：一种凝胶具有有限的，通常相当小，屈服应力。
注2：凝胶可以包含：
（ⅰ）共价聚合物网络，例如，通过交联聚合物链或由非线性聚合形成的网络;
（ii）通过聚合物链引起的氢键，结晶，螺旋的形成，络合等的物理聚集形成的聚合物网络，这导致局部有序充当网络结点的区域。所得溶胀网络可被称为“热可逆凝胶”如果本地订单的区域是热可逆的;
（ⅲ）一种聚合物网络通过玻璃状交接点，例如形成一基于嵌段共聚物。如果结点是热可逆玻璃状结构域，从而导致肿网络也可被称为热可逆性凝胶;
（ⅳ）层状结构，包括中间相{文献[5]定义的层状晶体和中间相}，例如，肥皂凝胶，磷脂，和粘土;
（ⅴ）微粒无序结构，例如，一个絮状沉淀通常由粒子具有大的几何各向异性，如V 2 O 5的凝胶和球状或纤维状蛋白质凝胶。
注3：从参考修正，[6]其中定义是通过在注1（见上文）所确定的属性，而不是描述的凝胶的结构特征[7]。
水凝胶：凝胶，其中溶胀剂是水。
注1：水凝胶的网络组件通常是一个聚合物网络。
注2：水凝胶，其中所述网络部件是胶状的网络可以被称为水凝胶。

## 扩展阅读
- Ajayaghosh, A., Praveen, V.K. & Vijayakumar, C. Organogels as scaffolds for excitation energy transfer and light harvesting. Chem Soc Rev 37, 109-22(2008).
- Ajayaghosh, A. & Praveen, V.K. p-Organogels of Self-Assembled p-Phenylenevinylenes: Soft Materials with Distinct Size, Shape, and Functions. Acc. Chem. Res. 40, 644-656(2007).
- Estroff, L.A. & Hamilton, A.D. Water gelation by small organic molecules. Chem Rev 104, 1201-18(2004).
- Fairclough, J.P.A. & Norman, A.I. Structure and rheology of aqueous gels. Annu. Rep. Prog. Chem., Sect. C 99, 243-276(2003).
- Pich, A.Z. & Adler, H.P. Composite aqueous microgels: an overview of recent advances in synthesis, characterization and application. Polymer International 56, 291-307(2007).
- Viscoelastic Characterization of Agarose Gel Scaffolds